# Parkeisenbahn Chemnitz
| Logo |                     |                                         |                            |
| Kursbuchstrecke (DB): | 12248               |                                         |                            |
| Streckenlänge: | 2,3 km              |                                         |                            |
| Spurweite: | 600 mm (Schmalspur) |                                         |                            |
| Streckengeschwindigkeit: | 15 km/h             |                                         |                            |
| |                     |                                         |                            |
| \| \| \| Awanst Bahnbetriebswerk \| 333 m \| \| \| \| \| \| \| \| 1,8 \| Bahnbetriebswerk/ Kosmonautenzentrum Hp \| 335 m \| \| \| \| \| \| \| \| 2,1 \| Festplatz \| Festplatz \| \| \| 2,3 0,0 \| Bahnhof Küchwaldwiese \| 325 m \| \| \| 0,1 \| Küchwaldring \| Küchwaldring \| \| \| 0,2 \| Posten 1 \| Posten 1 \| \| \| 1,2 \| Sechserweg \| Sechserweg \| \| \| 1,1 \| Bk Tennisplätze \| 338 m \| \| \| 1,1 \| Tennisplätze Hp \| 337 m \| \| \| \| geplante Streckenverlegung \| \| \| \| 0,7 \| Leipziger Straße Hp \| 331 m \| \| \| \| \| \| |                     |                                         |                            |
| Betriebs-/Güterbahnhof Streckenanfang |                     | Awanst Bahnbetriebswerk                 | 333 m                      |
| |                     |                                         |                            |
| Strecke von links · Haltepunkt / Haltestelle quer · Abzweig geradeaus und von rechts | 1,8                 | Bahnbetriebswerk/ Kosmonautenzentrum Hp | 335 m                      |
| |                     |                                         |                            |
| Strecke · Bahnübergang | 2,1                 | Festplatz                               | Festplatz                  |
| Strecke geradeaus · Bahnhof | 2,3 0,0             | Bahnhof Küchwaldwiese                   | 325 m                      |
| Strecke · Bahnübergang | 0,1                 | Küchwaldring                            | Küchwaldring               |
| Strecke · ehemalige Blockstelle | 0,2                 | Posten 1                                | Posten 1                   |
| Bahnübergang · Strecke | 1,2                 | Sechserweg                              | Sechserweg                 |
| Blockstelle · Strecke | 1,1                 | Bk Tennisplätze                         | 338 m                      |
| Haltepunkt / Haltestelle · Strecke | 1,1                 | Tennisplätze Hp                         | 337 m                      |
| Abzweig ehemals geradeaus und nach links · Strecke quer · Abzweig ehemals geradeaus und nach rechts |                     | geplante Streckenverlegung              | geplante Streckenverlegung |
| Strecke geradeaus (außer Betrieb) · Haltepunkt / Haltestelle (Strecke außer Betrieb) | 0,7                 | Leipziger Straße Hp                     | 331 m                      |
| Strecke nach links (außer Betrieb) · Strecke quer (außer Betrieb) · Strecke nach rechts (außer Betrieb) |                     |                                         |                            |

Die Parkeisenbahn Chemnitz (PEC) ist eine schmalspurige Parkeisenbahn mit 600 mm Spurweite auf einem 2,3 km langen Rundkurs im Küchwaldpark in Chemnitz. Bis 1990 wurde sie als Pioniereisenbahn betrieben. Sie hat die Kursbuchstreckennummer 12248.

## Geschichte

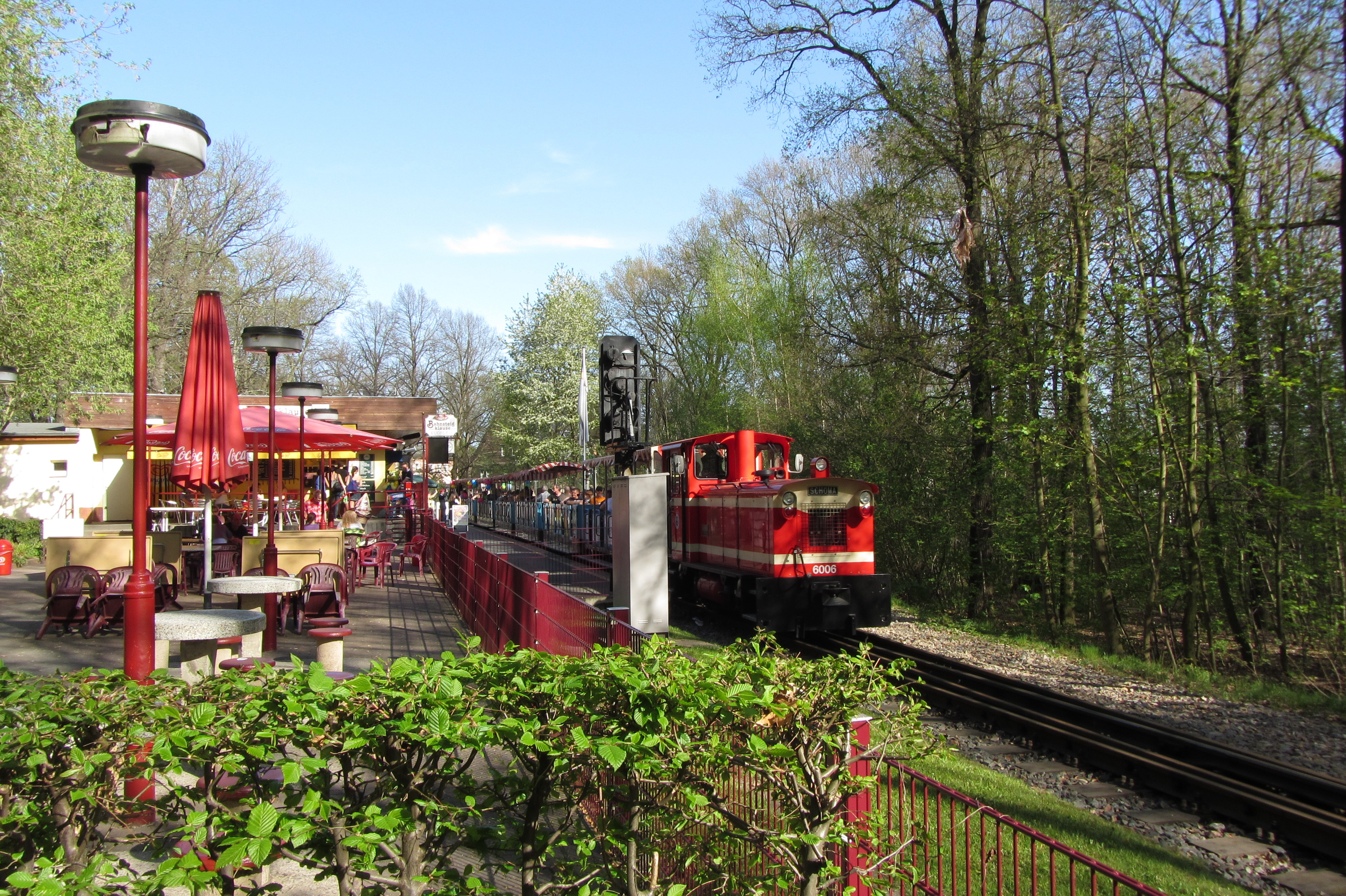
Bahnhof Küchwaldwiese im April 2012.

1952 beschloss die Stadtverordnetenversammlung Chemnitz, im Volkspark Küchwald eine Pioniereisenbahn zu bauen. Die Arbeiten begannen im März 1953 und ab dem 1. August konnten auf einem Teilstück im Pendelbetrieb die ersten Personen befördert werden. Wie in Dresden im Großen Garten und in Leipzig am Auensee sollte auch in Chemnitz die Spurweite 381 mm angewendet werden. Da hierfür in der DDR nicht ausreichend Fahrzeuge vorhanden waren, wurde die Spurweite 600 mm gewählt. Zum Einsatz kam von den Trümmerbahnen reichlich vorhandenes Feldbahnmaterial. Im Reichsbahnausbesserungswerk Chemnitz entstanden im Winter 1952/53 aus Feldbahnloren drei offene Personenwagen. Die Lok 6001 war eine Feldbahn-Diesellok mit 36 PS Leistung von Arnold Jung, Jungenthal. Sie erhielt eine Dampflokverkleidung, die jedoch bei den Fahrgästen wenig Anklang fand und daher später wieder entfernt wurde. Ein Teil der Schienen wurde von den Straßenbahnern aufgearbeitet. Als Lokschuppen diente ein in den 1920er und 1930er Jahren zur Erholung lungenkranker Kinder angelegtes Licht- und Luftbad.
Am 13. Juni 1954, dem jährlich begangenen „Tag des Eisenbahners“, eröffnete der stellvertretende Minister für Verkehrswesen, Heinz Lindemann, die Pioniereisenbahn Karl-Marx-Stadt.
1957 kamen die Lok 6002, eine Ns 3p vom VEB Lokomotivbau „Karl Marx“ Babelsberg, und zwei neue Personenwagen zur Pioniereisenbahn. Anfang der 1970er Jahre erhielten die Lok 6002 und drei der offenen Personenwagen Druckluftbremsen. 1980 fand in Karl-Marx-Stadt das V. Deutsch-Sowjetische Jugendfestival der Freundschaft statt, dabei wurde der neue Pionierbahnhof „Freundschaft“ seiner Bestimmung übergeben. Im folgenden Jahr übergab der VEB Ziegelwerke Hainichen der Pioniereisenbahn eine Lok der Type V 10 C als Geschenk. Diese Diesellok mit 100 PS Leistung wurde 1983 als 6003 in Betrieb genommen. Ende der 1980er Jahre erhielten einige Wagen einen hellblauen Anstrich mit Regenbogen. Im August 1988 hatte die Pioniereisenbahn auch beim VIII. Pioniertreffen Höchstleistungen zu erbringen.
1990 wurde die Pioniereisenbahn in Parkeisenbahn Chemnitz umbenannt und sollte 1993 im Rahmen von Sparmaßnahmen eingestellt werden. Proteste und Unterschriftensammlungen der Bevölkerung verhinderten dies. Auch der damalige Erste Bürgermeister und spätere Oberbürgermeister der Stadt Chemnitz sprach sich für einen Erhalt der Bahn aus.
Mit dem Ziel der außerschulischen Förderung von Kindern und Jugendlichen bei eisenbahntypischen Tätigkeiten sowie der materiellen und ideellen Unterstützung der kleinen Bahn wurde am 4. April 1991 ein Förderverein gegründet. Dieser Verein unterstützte ebenso wie Sponsoren und eine von der Chemnitzer Freien Presse organisierte Spendenaktion den Bau eines neuen geschlossenen Wagens im Stil der Königlich Sächsischen Staatseisenbahnen. Vom Förderverein veranstaltete Parkbahnfeste lockten ab 1992 tausende Besucher in den Küchwald, wie bis 1989 bereits die Pressefeste der Freien Presse.

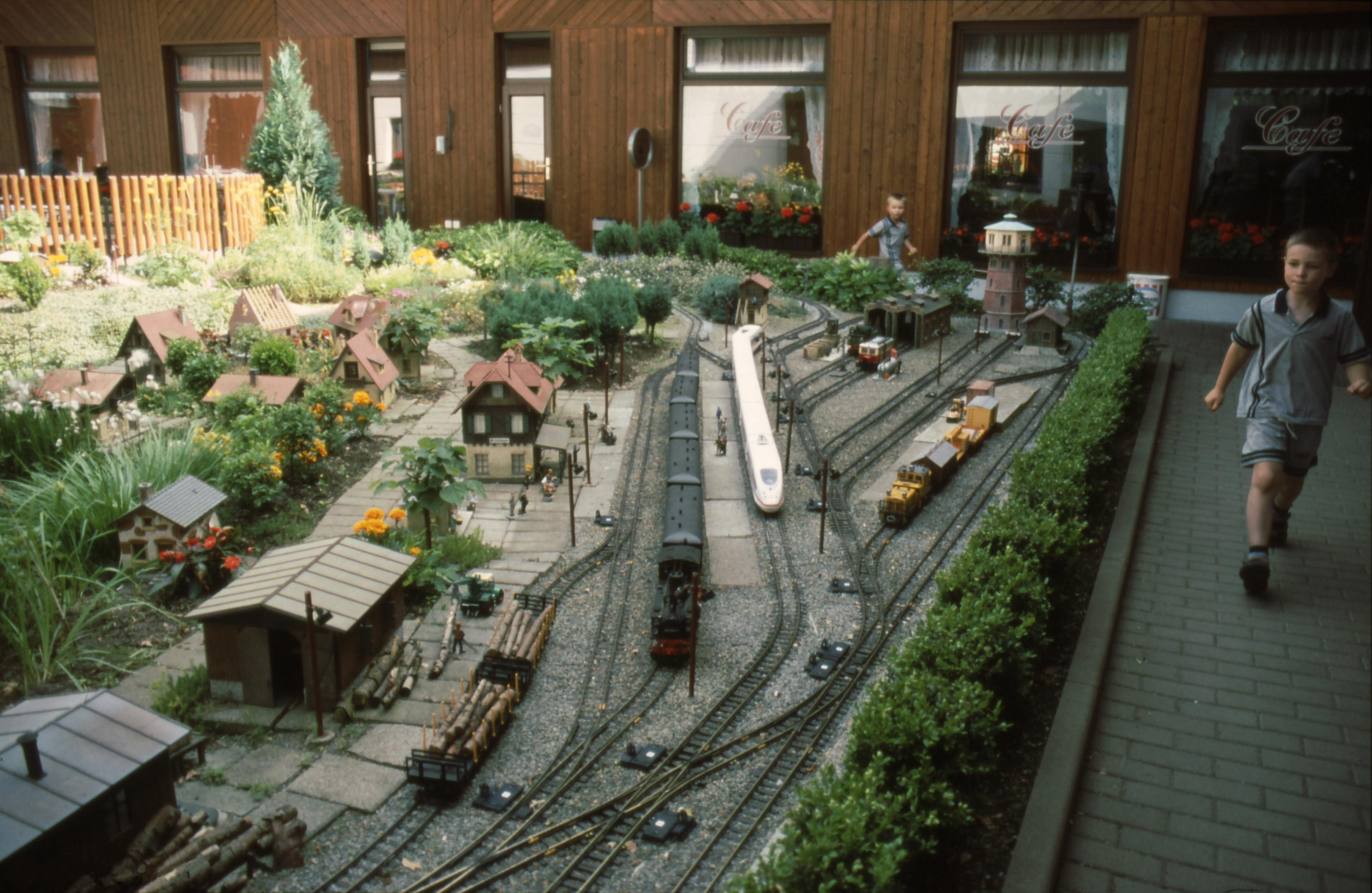
Im Innenhof des neu gebauten Bw entstand eine Modelleisenbahnanlage mit Modellen von LGB.

Ein vorsätzlich gelegter Brand führte im August 1994 auf dem Gelände des Bahnbetriebswerkes zu einer großen Zerstörung. Ohne die Unterstützung des Fördervereins und der Chemnitzer Bevölkerung wäre der weitere Betrieb und der Neubau des Lokschuppens, wo im Winterhalbjahr die Ausbildung stattfindet, nicht möglich gewesen.
Ende 1995 wurde eine gemeinnützige GmbH als Betreibergesellschaft gegründet; allen hauptamtlichen Mitarbeitern wurde durch die Deutsche Bahn AG die Kündigung ausgesprochen. Seit Mai 1994 fährt als Dauerleihgabe eines Privatmannes aus Frankfurt am Main eine Dampflok des Henschel-Typs „Riesa“ durch den Küchwald. Diese Lok wurde von der PEC im Jahre 2002 käuflich erworben. Nach 1990 kamen überdies weitere Loks zur Parkeisenbahn: eine Diesellok Ns 2f mit 30 PS Leistung als 6004, eine Akkulok der Bauart B 360 mit 4,2 kW Leistung als 6005 und im Jahr 2002 die Schöma CFL-60 DCL mit einer Leistung von 140 PS als 6006.

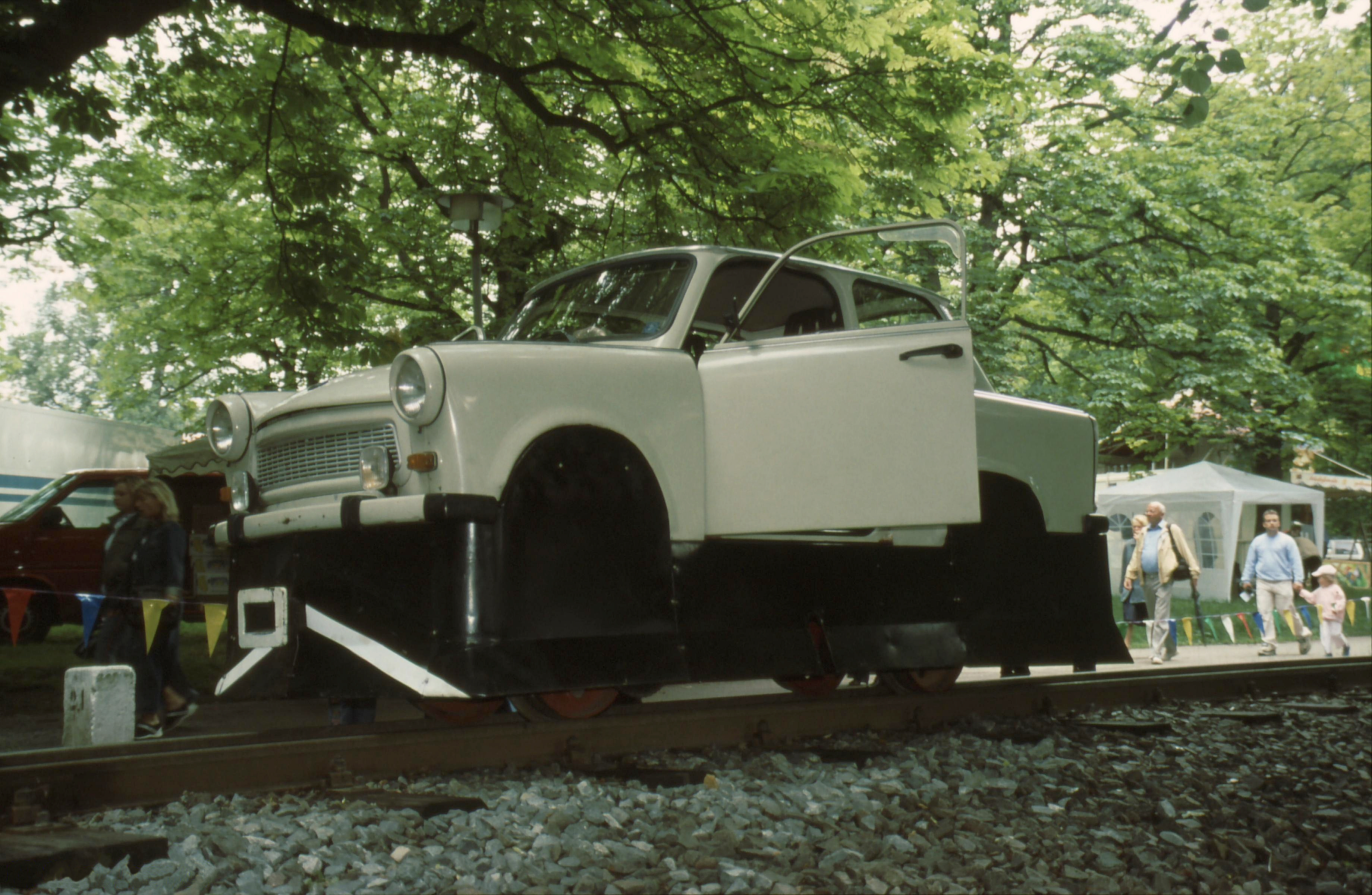
Bei der Fahrzeugparade 2004 wurde dieser Trabant für 600 mm Spurweite vorgestellt. Es ist dies der erste Trabant auf Schienen.

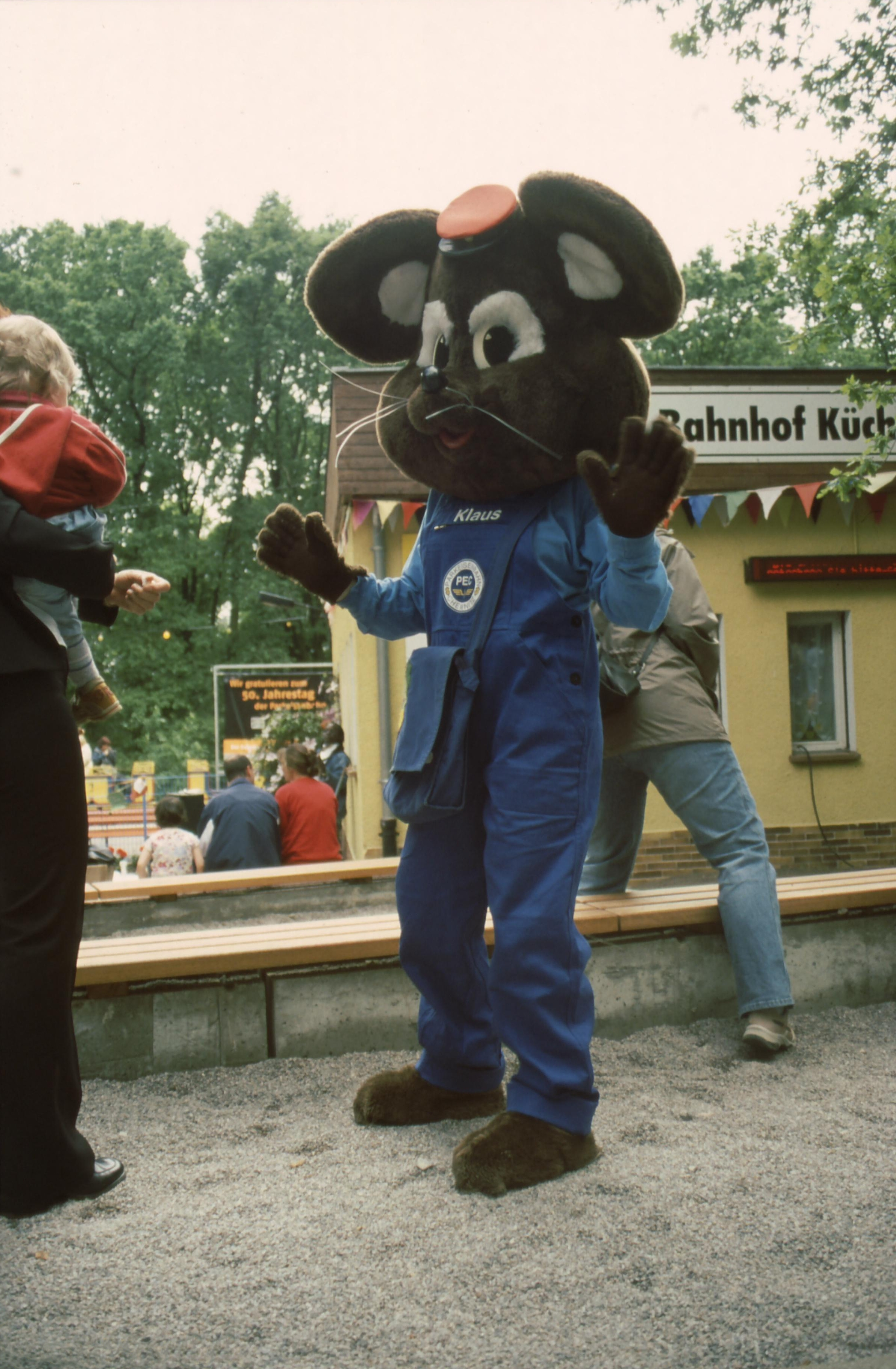
Jährlich lädt die „Parkbahnmaus Klaus“ zum Maskottchentreffen ein.

Im Juni 2004 wurde das 50-jährige Jubiläum mit einer Veranstaltungswoche begangen, deren Höhepunkte das „Treffen der Generationen“ für ehemalige aktive Pionier- und Parkeisenbahner sowie die Fahrzeugparade waren.
Dabei kamen der dieselbetriebene „Adler“-Nachbau der Parkeisenbahn Görlitz und der erste „Trabant auf Schienen“ der Parkeisenbahn Chemnitz zum Einsatz.
Die PEC legte sich nach 1990 ein Maskottchen zu. Der anfängliche „Parkbahn-DINO“ wurde nach einem Namenswettbewerb durch die „Parkbahnmaus Klaus“ abgelöst, die jährlich am 3. Oktober Gastgeber eines über Chemnitz hinaus bekannten Maskottchentreffens ist. Die Parkeisenbahn fährt seit ihrer Eröffnung stets im Uhrzeigersinn Küchwaldwiese–Tennisplätze–Bahnbetriebswerk–Küchwaldwiese; die Signaltechnik ist ebenso ausgerichtet.
Seit 2018 bestehen zudem Überlegungen, die Parkeisenbahn um etwa 300 Meter zu verlängern. An der Leipziger Straße könnte bis 2030 ein Haltepunkt mit direktem Anschluss an die dort ebenfalls geplante Straßenbahn-Neubaustrecke entstehen. Ehemalige Vorhaben, die Parkeisenbahn um rund 1,5 Kilometer bis zum Eissportstadion zu verlängern, um die herrschende Parkplatznot abzumildern, wurden wegen der hohen Kosten und abweichender städtischer Bebauungspläne wieder verworfen. Im Juni 2022 wurde mit der Erweiterung und Sanierung des Bahnhofsgebäudes begonnen.

## Betriebsstellen
Bahnhof Küchwaldwiese
Die Betriebsstelle wurde 1954 als Pionierbahnhof Neues Leben eröffnet und ist seitdem Ausgangs- und Endpunkt aller Reisezüge. Als Empfangsgebäude diente das hölzerne Gebäude vom Haltepunkt Karl-Marx-Stadt-Reichenhain. Trotz fehlender Weichen handelte es sich nach der Dienstordnung um einen Bahnhof. 1957 erhielt Neues Leben zwei Formsignale, welche 1973 durch zwei vereinfachte Lichtsignale abgelöst wurden.
1980 wurde ein neues Empfangsgebäude errichtet, da das bisherige nicht mehr ausreichend war. Das Gebäude wurde am 17. Mai 1980 eröffnet und die Betriebsstelle in Pionierbahnhof Freundschaft umbenannt. 1990 wurde sie abermals in Bahnhof Küchwaldwiese umbenannt. 1993/1994 wurden die alten Lichtsignale durch zwei einheitliche Hl-Signale ersetzt. Im Frühjahr 2001 erhielt Küchwaldwiese ein Stumpfgleis und somit eine Weiche, sodass er seitdem auch der Definition eines Bahnhofes entspricht. Das Abstellgleis wurde nach und nach mit einem Bahnsteig und einem Haupt- und Rangiersignal zu einem zweiten Bahnsteiggleis ausgebaut. 1994 wurde der erste Bahnübergang in Richtung Tennisplätze mit einer WSSB-Schrankenanlage gesichert und 1996 ein vom Bahnhof Rochlitz (Sachs) stammender Wasserkran für die neue Dampftraktion im Bahnhof aufgestellt.
Im Frühjahr 2014 wurde eine neue Weiche an der Einfahrt aus Richtung Bahnbetriebswerk in Betrieb genommen. Seitdem werden die Eilzüge häufig bei Durchfahrten über Gleis 2 geleitet, während auf Gleis 1 nach wie vor Ankünfte und Abfahrten stattfinden. An Tagen mit Zwei-Zug-Betrieb wird auch von Bahnsteig 2 abgefahren. Gleichzeitig wurden das Einfahrsignal „A“ und das Ausfahrsignal „B“ versetzt und erneuert. Im Frühjahr 2015 wurde eine neue elektromechanische Vollschranke am Bahnübergang Festplatz, Streckenkilometer 2,1, in Betrieb genommen. Diese kann auch an Tagen mit großem Besucheraufkommen örtlich bedient werden. Die verbauten Signalanlagen stammten teilweise vom parallel laufenden Umbau des Chemnitzer Hauptbahnhofes.
Bereits für den Sommer 2018 gab es Pläne zu einer Erweiterung des Empfangsgebäudes. Dabei sollte das einstöckige Gebäude zunächst um eine Etage aufgestockt werden, sodass sich anschließend die Aufenthalts- und Umkleideräume des Personals im Obergeschoss und die Warteräume und Toiletten für Gäste im Untergeschoss befinden; aufgrund der Bodenbeschaffenheit wurde diese Variante jedoch wieder verworfen, ebenso ein gänzlicher Neubau. Im Juni 2022 wurde mit der Sanierung des bestehenden Gebäudes begonnen. Am 14. Oktober 2023 wurde das umgebaute Empfangsgebäude eingeweiht. Dabei wurde die Raumaufteilung angepasst und die Umkleide- und Toilettenräume durch einen Anbau erweitert. Zugleich wurde die angeschlossene „Bahnsteigklause“ saniert. Während des Umbaus befanden sich die Diensträume in auf dem Bahnsteig aufgestellten Containern. Für die Sicherung der Zugfahrten war in einem Geräteschuppen ein mit einem Schlüsselwerk ausgestattetes Behelfsstellwerk in Betrieb.
Die Abkürzung im Betriebsstellenverzeichnis der Deutschen Bahn lautet DCPEK.
Posten 1
Der Schrankenposten 1 am Streckenkilometer 0,198 wurde 1968 aufgelassen und abgebaut. Er verfügte über ein kleines Postenhaus und eine doppelschlägige mechanische Schranke.
Tennisplätze Hp
Am 15. April 1992 wurde der Haltepunkt Tennisplätze an der gleichnamigen Blockstelle offiziell eröffnet. Er befindet sich direkt neben dem Blockstellenhäuschen und wird in der Regel nur von Personenzügen bedient.
Bk Tennisplätze
1957 wurde am Streckenkilometer 1,15 die Blockstelle „Tennisplätze“ in Betrieb genommen. Sie bedient das Blocksignal „C“ sowie die mechanische Vollschranke am Bahnübergang Sechserweg. Da es neben Küchwaldwiese keine weiteren Bahnhöfe oder Abzweigstellen gibt, wurde die Blockstelle Tennisplätze zur Zugmeldestelle erklärt. Die Abkürzung im Betriebsstellenverzeichnis lautet DCPET.
Bahnbetriebswerk/Kosmonautenzentrum Hp
Der Haltepunkt wurde 1998 eröffnet und hieß bis Anfang der 2000er Jahre lediglich Bahnbetriebswerk Hp. Um Gästen das Besuchen der Gartenbahnanlage im Bahnbetriebswerk zu ermöglichen, halten hier am Nachmittag neben Personenzügen auch Eilzüge.
Awanst Bahnbetriebswerk
Vor dem Brand im August 1994 verfügte das als Ausweichanschlussstelle klassifizierte Bahnbetriebswerk über einen hölzernen Lokschuppen mit zuerst zwei, später drei Abstellgleisen, eine Untersuchungsgrube und eine Tankstelle. 1996 und 1997 wurde das Bahnbetriebswerk komplett neu aufgebaut. Es besitzt seitdem eine Lok- und Wagenhalle mit zwei Gleisen sowie eine Werkstatthalle mit einem Gleis, vier weitere Abstellgleise im Freien, Büro-, Aufenthalts- und Ausbildungsräume, ein Café und einen Innenhof mit einer Gartenbahnanlage.

## Fahrzeuge
Die Parkeisenbahn Chemnitz besitzt sechs Diesel- und zwei Dampflokomotiven, einen Schienentrabant und einige Nebenfahrzeuge wie eine Schienenschwalbe und eine Draisine.
Lok 6001

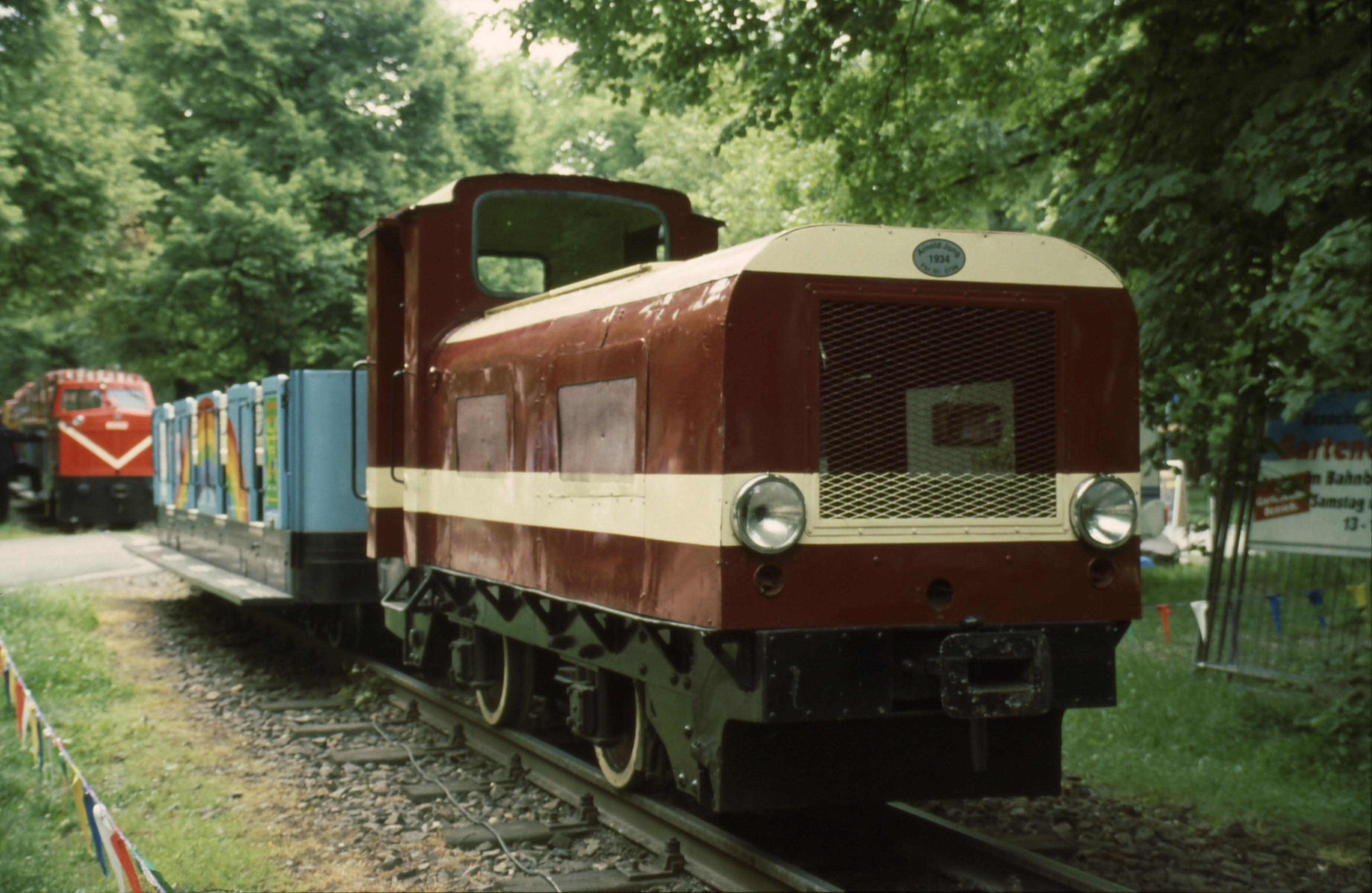
Die 6001 ist nicht betriebsfähig; an der Fahrzeugparade 2004 konnte sie trotzdem teilnehmen – unter Nutzung des Gefälles auf dem letzten Abschnitt bis zum Bahnhof.

Die ehemalige „Pionierlok 1“ war die erste Lok der Pioniereisenbahn. Die Diesellok der Bauart ZL 105 wurde 1953 durch die Stadtverwaltung von der Baufirma Paul Keller gekauft und im Raw Karl-Marx-Stadt für die Parkeisenbahn umgebaut. Anfangs besaß sie eine Dampflokverkleidung, welche 1964 entfernt wurde. Die Lok ist heute nicht mehr betriebsfähig. Im Januar 2023 wurde sie für eine äußerliche Aufarbeitung in das Werk der Erzgebirgsbahn gebracht und zum 70-jährigen Jubiläum im Juni 2024 der Öffentlichkeit präsentiert.
Technische Daten:
- Bauart: ZL 105
- Hersteller: Arnold Jung, Jungenthal
- Baujahr: 1937
- Höchstgeschwindigkeit: 8 km/h
- Länge über Puffer: 5,19 m
- Leistung: 60 PS
- Gewicht: 5,6 t

Lok 6002

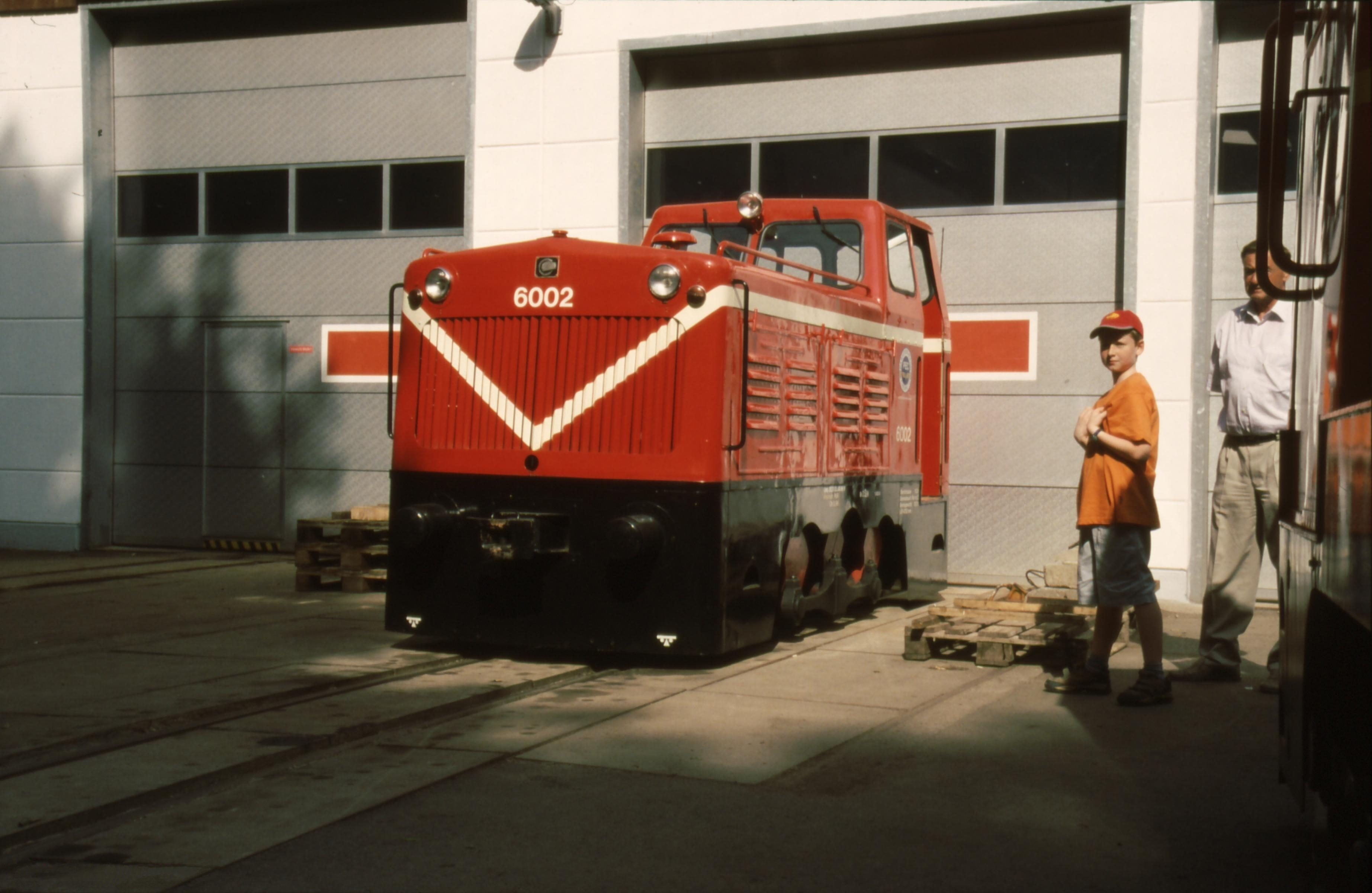
Die 6002 vor dem neuen Lokschuppen.

Wie die Lok 6003 kommt Lok 6002 vor allem an Festtagen bei Mehrzugbetrieb zum Einsatz.
Technische Daten:
- Bauart: Ns 3p
- Hersteller: Lokomotivbau Karl Marx Babelsberg
- Baujahr: 1957
- Höchstgeschwindigkeit: 15 km/h
- Länge über Puffer: 4,54 m
- Leistung: 60 PS
- Gewicht: 12 t

Lok 6003

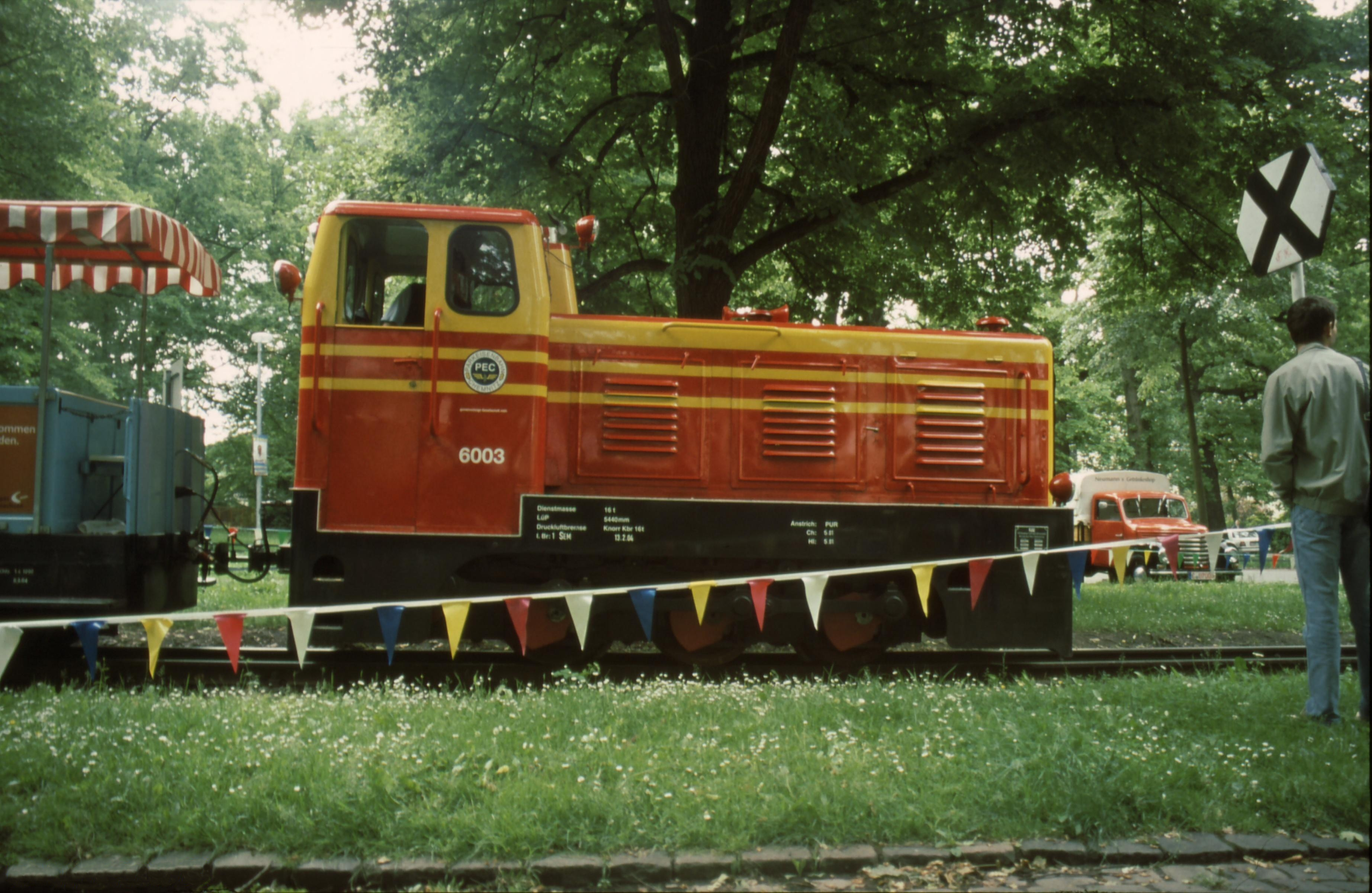
Die 6003 bei der Fahrzeugparade im Juni 2004.

Die Lok 6003 kommt häufig bei Zweizugbetrieb als zweite Diesellok zum Einsatz. Bis zur Hauptuntersuchung 2003 trug sie eine rot-weiße Lackierung, seitdem eine gelb-rote.
Technische Daten:
- Bauart: V 10 C
- Hersteller: Lokomotivbau Karl Marx Babelsberg
- Baujahr: 1971
- Höchstgeschwindigkeit: 24 km/h
- Länge über Puffer: 5,44 m
- Leistung: 100 PS
- Gewicht: 16 t

Lok 6004

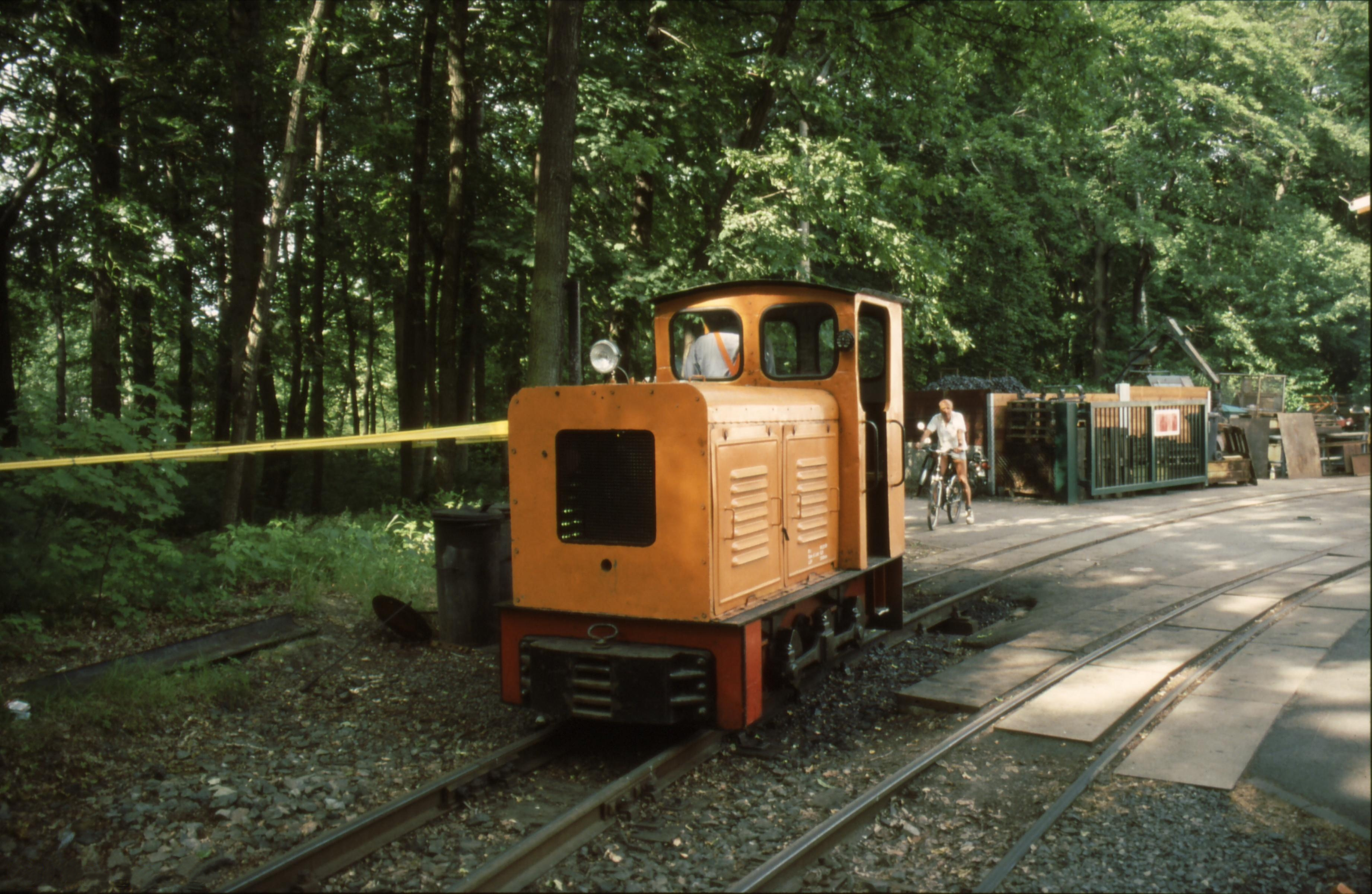
Die 6004 vor dem Bw-Gelände.

Die Lok 6004 kommt bei der Parkeisenbahn Chemnitz im Rangier-, Arbeitszug- und Güterverkehr zum Einsatz.
Technische Daten:
- Bauart: Ns 2 f
- Hersteller: Lokomotivbau Karl Marx Babelsberg
- Baujahr: 1959
- Höchstgeschwindigkeit: 12 km/h
- Länge über Puffer: 3,09 m
- Leistung: 30 PS
- Gewicht: 6,3 t

Lok 6005
Die Lok 6005 ist eine ehemalige Grubenbahnlok und dient heute für Sonderfahrten oder zum Rangieren von Wagen.
Technische Daten:
- Bauart: B 360 Akkumulatorlok
- Hersteller: Betrieb für Bergbauausrüstung Aue
- Baujahr: 1985
- Höchstgeschwindigkeit: 10 km/h
- Gewicht: 3,2 t

Lok 6006

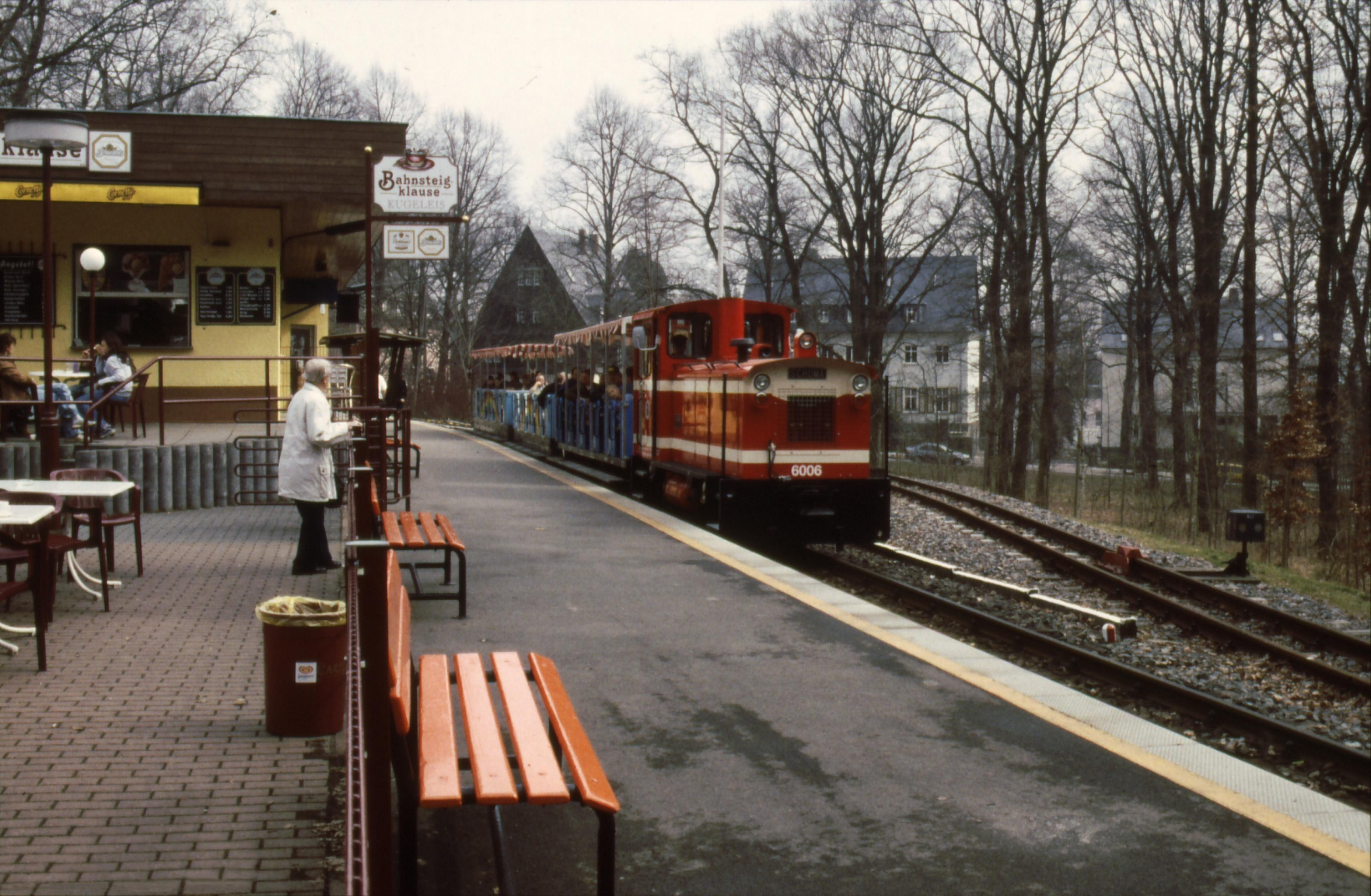
Die 6006 von Schöma mit Personenwagen im Bahnhof Küchwaldwiese.

Die Lok 6006 ist mit 140 PS und 27 km/h die leistungsfähigste Lok der Parkeisenbahn. Sie kommt am häufigsten von allen Fahrzeugen zum Einsatz.
Technische Daten:
- Bauart: CFL-60 DCL
- Hersteller: Schöma, Diepholz
- Baujahr: 2002
- Höchstgeschwindigkeit: 27 km/h
- Länge über Puffer: 5,44 m
- Leistung: 140 PS
- Gewicht: 12 t

Henschel Typ Riesa

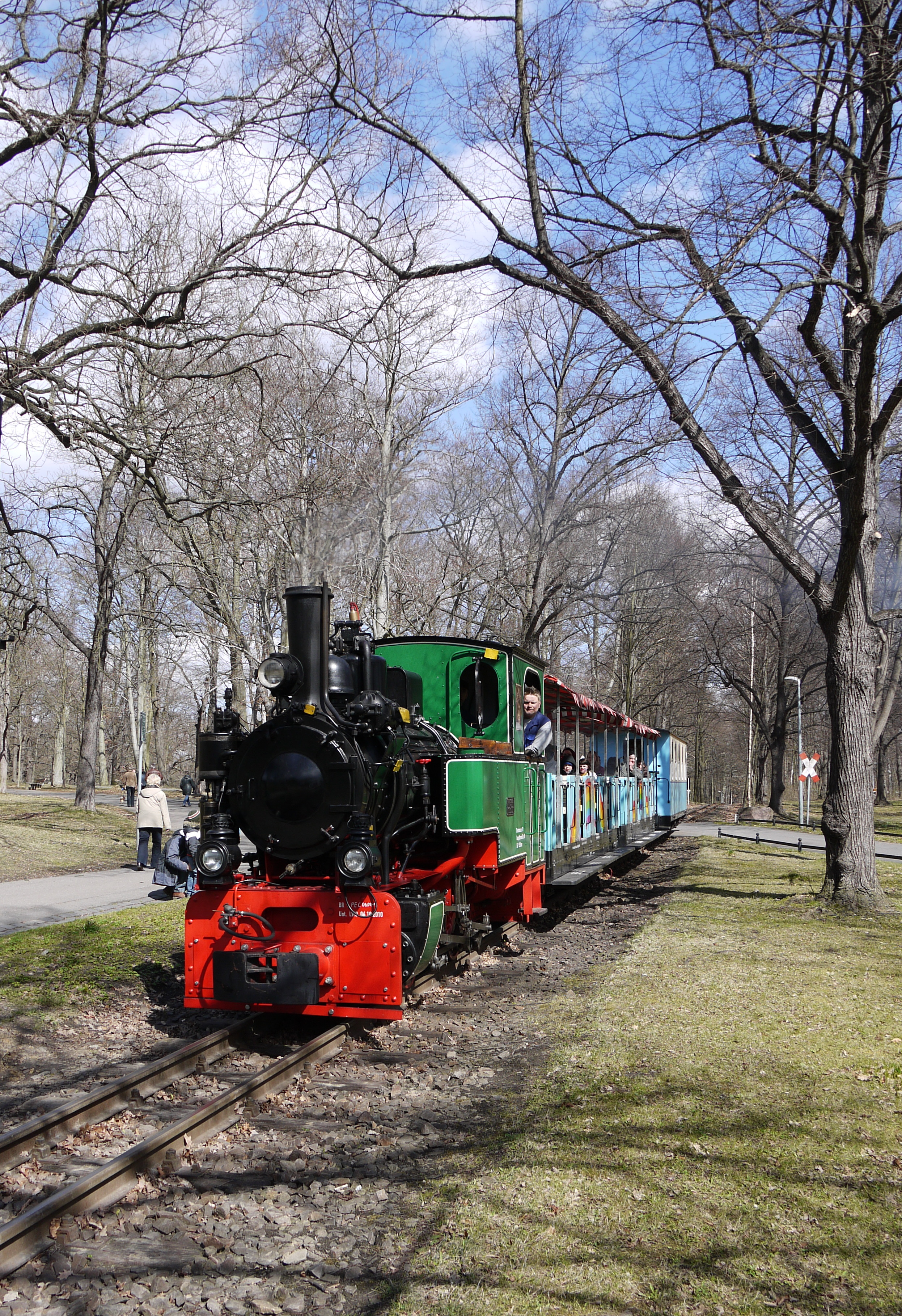
Die Dampflokomotive im Einsatz (2012)

Die Dampflokomotive des Typs Henschel Typ Riesa war von 1994 bis 2001 zunächst als Dauerleihgabe bei der Parkeisenbahn, bevor sie 2002 von der PEC gekauft wurde. Sie kommt an ausgewählten Wochenenden und Festtagen zum Einsatz. Bei Reisezügen mit Dampflokomotive ist ein Dampfzuschlag von 50 Cent pro Person zu zahlen.
Technische Daten:
- Bauart: Typ Riesa
- Hersteller: Henschel, Kassel
- Baujahr: 1948
- Höchstgeschwindigkeit: 20 km/h
- Länge über Puffer: 6,5 m
- Leistung: 75 PS
- Gewicht: 11,5 t

Mini-Dampflok
Die Mini-Dampflok kommt meist nur bei Sonderfahrten oder Fahrzeugparaden zum Einsatz.
Schienentrabant
Der Trabant auf Schienen bietet häufig an Wochenenden Mitfahrten für bis zu vier Personen auf dem Rundkurs der Parkeisenbahn an.
Wagen
Die Parkeisenbahn besitzt insgesamt sieben Personenwagen, davon sechs offene bzw. mit einer Markise versehene zweiter Klasse sowie einen gedeckten Wagen erster Klasse, der auf den Namen Richard Hartmann getauft wurde. Hinzu kommen zahlreiche verschiedene feldbahntypische Güter- und Spezialwagen wie Kipploren oder Rungenwagen. Anlässlich des 60-jährigen Bestehens des Kosmonautenzentrums „Sigmund Jähn“ wurde im Sommer 2024 auf einen Güterwagen ein etwa drei Meter langes Raketenmodell montiert und an ausgewählten Tagen im Zug mitgeführt.